# راجيش ريشي
راجيش ريشي (بالإنجليزية: Rajesh Rishi)‏ هو سياسي هندي، ولد في 18 أكتوبر 1964. حزبياً، نشط في Aam Aadmi Party ‏. وقد انتخب عضو الجمعية التشريعية في دلهي ‏.